# منى مصطفى محمد
منى مصطفى محمد عالمة وأستاذة جامعية مصرية.

## مسيرتها
قامت بتدريس علم الاحياء الجزيئي في جامعة القاهرة على مدى 20 عاما.
كرامتها السفارة الأمريكية لاسهاماتها المتميزة في مجال مكافحة مرض سرطان الثدي. فيما قامت السفيرة الأمريكية بالاحتفال بانضمام الدكتورة منى مصطفى محمد إلى قاعه النساء المشاهير في العلوم بوزارة الخارجية الأمريكية من منطقه الشرق الأوسط.
حصلت على دكتوراة الفلسفة في العلوم الصيدلية من جامعة طوكيو باليابان بتقدير امتياز وجائزة البحث الأولى لعلاج السرطان من جامعة طوكيو باليابان على مستوي 3000 بحث عالمي في مؤتمر علمي عالمي بمدينة کانازاوا باليابان وتم تسجيله كبراءة اختراع وجائزة عضو هيئة التدريس المثالية من أعضاء هيئة التدريس على مستوى جامعة أسيوط وتجديد العديد من اللغات منها الفرنسية واليابانية والإيطالية.
حازت على جائزه الباحث العلمي الدولي من مؤسسة أفون في بحثها عن سرطان الثدي وفازت بجائزة المرأة العربية في العلوم التكنولوجيا من أجل التنمية عام 2014.
أسست منى مصطفى محمد معمل علم الأحياء والسرطان في جامعة القاهرة في مؤسسة أيفون البحثية الدولية في أبحاث سرطان الثدى. وتتركز أبحاثها في بيولوجيا سبل جديده لعلاج السرطان. كما تتعاون منى تعاونا وثيقا مع علماء في جامعة واين ستيت في الولايات المتحدة.